# Cuchilla del Ombú (Hügelkette, Río Negro)
Die Cuchilla del Ombú ist eine Hügelkette in Uruguay.
Die Hügelkette befindet sich auf dem Gebiet des Departamentos Río Negro. Sie durchläuft das Departamento etwa mittig in Nord-Süd-Richtung. Sie liegt dabei östlich der Cuchilla de Haedo.